# Centrale nucléaire de Darkhovin
La centrale nucléaire de Darkhovin est une centrale nucléaire iranienne dont la construction du premier réacteur d'une puissance d'environ 300 MW a débuté en décembre 2022. Elle est située sur les rives du Karoun à 2 km au sud-ouest du village de Darkhovin (2 800 habitants), dans la province de Khuzestan, au sud-ouest de l'Iran. Le site se trouve à 70 km au sud-ouest de Ahvaz (Iran), à 90 km à l'est de Al-Basra (Irak) et à 150 km au nord de la ville de Koweit.

## Genèse
L'origine du  projet de centrale nucléaire de Darkhovin (parfois orthographié Darkhovine, Darkhoin, Darkhouin ou Darkhoyen) date de la fin des années 1970. En octobre 1977, la France du président Valéry Giscard d'Estaing et l’Iran du Shah Mohammad Reza Pahlavi se mettent d’accord pour la construction de 2 tranches de 900 MWe à Darkhovin par le consortium Français (Creusot-Loire-Framatome, Alsthom-Atlantique et Spie Batignolles). La fourniture du combustible sera assurée par la COGEMA (CEA). Puisque le sous-sol de la région présente un risque sismique très élevé, la centrale de Cruas sert de modèle car elle est fondée sur des appuis parasismiques.
Le projet d’une centrale à Darkhovin sera repris par la Chine dans les années 1990 puis rapidement abandonné. Au milieu des années 2000, l’Iran décide de continuer seule la construction d’un réacteur sur le site. Ce nouveau projet de l'Organisation de l'énergie atomique d'Iran vise à équiper la centrale d'un réacteur nucléaire à eau pressurisée d'une puissance de 360 MW, construit par l'Iran, dont la mise en service était, en 2008, prévue en 2017. Il serait alors alimenté en combustible nucléaire enrichi en Iran dont la teneur en Uranium-235 sera comprise entre 3 % et 4 %. L'Agence internationale de l'énergie atomique (AIEA) contrôle les travaux de construction de la centrale de Darkhovin.

## Chronologie
En octobre 1977, avant la révolution, l'Iran avait signé un contrat de 2 milliards de dollars avec l'entreprise française Framatome pour construire deux réacteurs à eau pressurisée de 910 MW à Darkhovin. Les travaux démarrèrent en janvier 1979, un mois avant la chute de l'État impérial d'Iran.
En avril 1979, le contrat fut annulé par le gouvernement provisoire de l'Iran et les pièces d'ingénierie de la centrale ont été réorientées vers les projets nucléaires français. Les composants destinés aux réacteurs iraniens ont été utilisés pour la construction des réacteurs no 5 et 6 de la centrale nucléaire de Gravelines dont les travaux commencèrent en octobre 1979.
De septembre 1980 à août 1988, le site (situé près de la frontière avec l'Irak) a été l’objet de bombardements pendant les huit années de la guerre Iran-Irak.
En 1992, la République islamique d'Iran a conclu un accord avec la Chine pour construire sur le site de Darkhovin en 10 ans deux réacteurs nucléaires de 300 mégawatts chacun, identiques à ceux de la centrale nucléaire de Qinshan (Chine) et de la centrale nucléaire de Chashma (Pakistan). Mais la Chine se retira avant que le chantier n'ait démarré.
En 2006, Gholam Reza Aghazadeh a annoncé que l'Iran allait construire avec ses experts nationaux un réacteur de 360 Mégawatts à Darkhovin, alimenté par du combustible nucléaire enrichi en Iran. Le projet a été poursuivi par l'Iran seul, aucun autre pays n'étant prêt à participer à sa réalisation en dépit des invitations de Mahmoud Ahmadinejad.
En 2008, il était prévu que le projet soit terminé en 2016 et les études de conception de l'Organisation de l'énergie atomique d'Iran ont commencé,.
En mai 2012, l'Organisation de l'énergie atomique d'Iran a annoncé l'achèvement des études de conception ; l'Agence internationale de l'énergie atomique a demandé d'en contrôler les résultats,.
En décembre 2022, l'Organisation de l'énergie atomique d'Iran annonce le démarrage de la construction de la centrale de Darkhovin.